# 예스페르 셰데르
닐스 예스페르 셰데르(스웨덴어: Nils Jesper Tjäder, 1994년 5월 2일~)는 스웨덴의 프리스타일 스키 선수로 주 종목은 슬로프스타일이다. 올림픽에 3회 참가했으며 2022년 동계 올림픽 남자 슬로프스타일 종목에서 동메달을 획득했다.